# Restaurant (periodico)
Restaurant è una rivista mensile britannica per i cuochi, ristoratori e altri professionisti della ristorazione, che si occupa principalmente di gastronomia.
Si tratta di una rivista pubblicata dalla società William Reed Business Media; la sua diffusione media è stata di 16 837 copie per uscita tra luglio 2011 e giugno 2012. Sponsorizzata da S. Pellegrino e Acqua Panna, la rivista pubblica una classifica annuale dei "50 migliori ristoranti del mondo" (The World's 50 Best Restaurants) in base ai voti dei 837 chef, ristoratori, giornalisti e appassionati di tutto il mondo.
Nel 2022 è il ristorante danese Geranium che conquista la vetta della classifica.